# Ripping Yarns
Ripping Yarns is een Britse televisieserie die door de BBC werd uitgezonden van 1976 tot 1979. De serie werd geschreven door Michael Palin en Terry Jones en omvat in totaal negen afleveringen. Palin speelt in alle afleveringen, terwijl Jones alleen in de eerste aflevering is te zien.

## Cast
| Acteur        | Personage                 |
| ------------- | ------------------------- |
| Michael Palin | Captain Walter Snetterton |